# Gasogênio

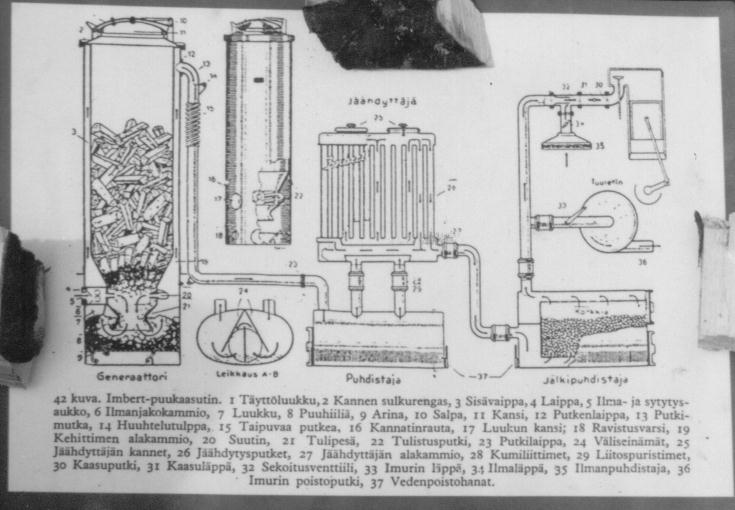
Esquema de um gasogênio.

Gasogênio é um equipamento que produz gás combustível para alimentar motores de combustão interna. Converte matérias-primas sólidas  e líquidas em gás.
Limitando o fornecimento de ar para a queima, o gasogênio realiza uma combustão/oxidação incompleta, resultando no processo de gaseificação/gasificação, que produz uma mistura de gases genericamente conhecida como gás de síntese. Tipicamente, são gerados CO (monóxido de carbono), N₂ (nitrogênio), CO₂ (dióxido de carbono), H₂ (hidrogênio) e CH₄ (metano).
Dependendo da matéria-prima usada, o gás de síntese gerado recebe diferentes nomes: gás de madeira, gás de cidade (gás de carvão), gás de água e gás pobre.
A literatura técnica sobre esta tecnologia encontra-se em domínio público.  Gasogênios podem ser fabricados com relativa facilidade, utilizando materiais de baixo custo e fácil aquisição.

## História

### Origens

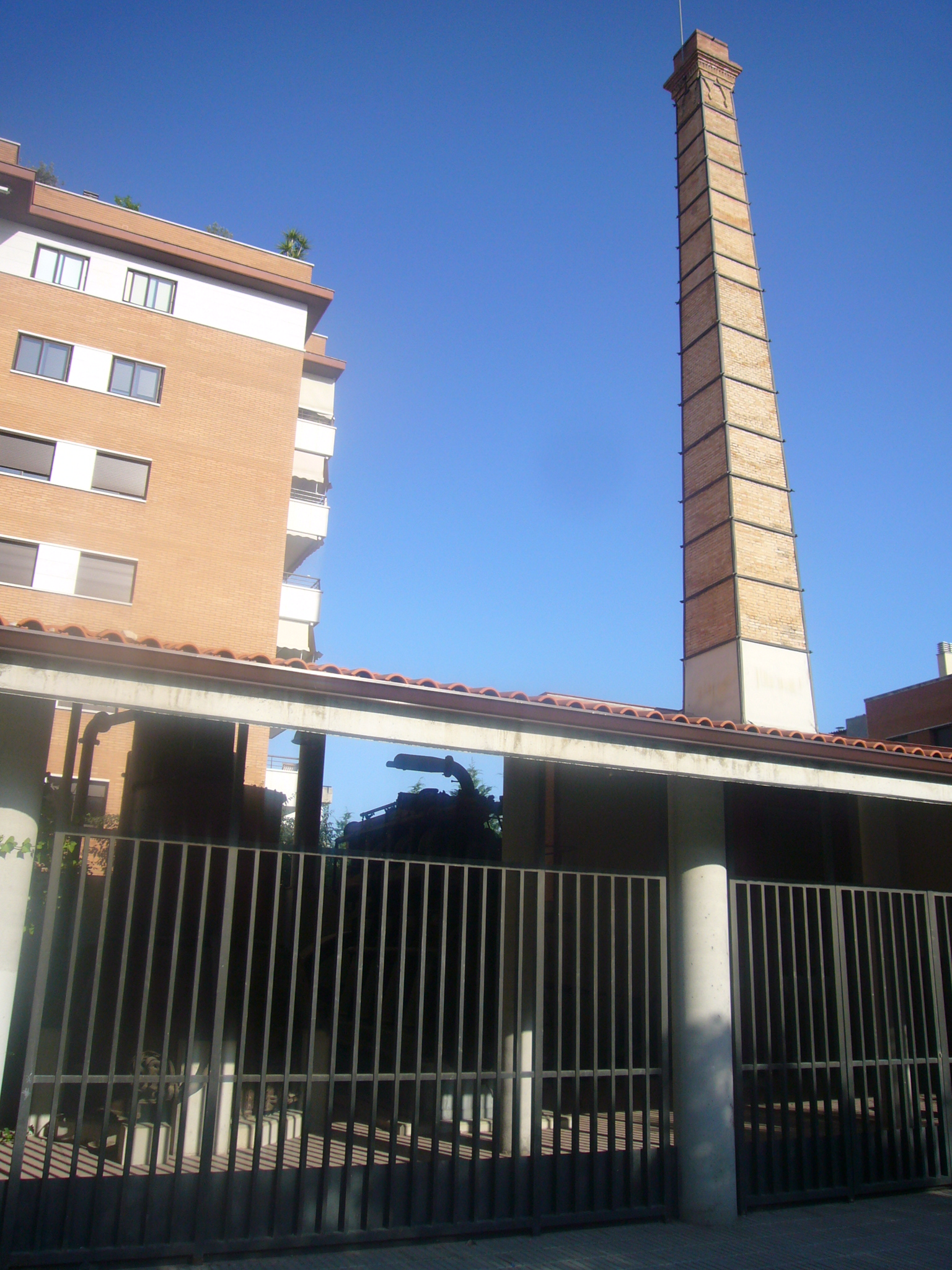
Gasogênio de Cal Pasqual, usina termoelétrica instalada em Igualada (Catalunha, Espanha).

A gaseificação/gasificação tinha sido uma tecnologia importante e comum que foi amplamente usada para gerar gás de carvão, principalmente para fins de iluminação pública e residencial durante o século XIX e início do século XX. Quando os primeiros  motores estacionários de combustão interna com base no ciclo Otto tornaram-se disponíveis na década de 1870, começaram a substituir as máquinas a vapor como motores primários em muitos trabalhos que requerem força motriz estacionária.  A adoção foi acelerada após a patente do motor Otto expirar em 1886. O potencial e aplicabilidade prática da gaseificação para motores de combustão interna foram bem compreendidos desde os primeiros dias de seu desenvolvimento.
Em 1873, Thaddeus S. C. Lowe desenvolveu e patenteou o processo de produção de gás de água, através da qual grandes quantidades de hidrogênio poderiam ser gerados para uso residencial e comercial em sistemas de aquecimento e de iluminação (ver: reação de mudança do vapor de água). Ao contrário do gás de cidade comum, ou do gás de coque, que foi utilizado em serviços municipais, este gás era um combustível de aquecimento mais eficiente.
Durante o final do século XIX motores de combustão interna foram, por vezes alimentados por gás de carvão, e durante o início do século XX muitos motores estacionários passaram a usar gás produzido criado a partir de coque que era substancialmente mais barato do que o gás de carvão que foi baseado na destilação (pirólise) do mais caro carvão.
Na França, por volta de 1920 o inventor Georges Imbert criou o "gasogênio Imbert" e, em 1936, Louis Libault patenteou o gasogênio para carvão vegetal "Gazauto".

### Segunda guerra mundial
Durante a Segunda Guerra Mundial, a gasolina era racionada e escassa. Na Grã-Bretanha, França, Estados Unidos e Alemanha , um grande número de gasogênios foram construídos ou improvisados para converter madeira e carvão em combustível para veículos. Gasogênios comerciais estavam em produção antes e depois da guerra para uso em circunstâncias especiais ou em economias em dificuldades. Mesmo em países não combatentes, como Suécia ou Portugal, o gasogênio era popular uma vez que o petróleo tornou-se difícil de obter. No Brasil, o piloto Chico Landi (o "rei do gasogênio")  foi campeão de automobilismo em 1943, 1944 e 1945, pilotando carros equipados com gasogênios e movidos a gás de carvão vegetal.

### Pós-guerra

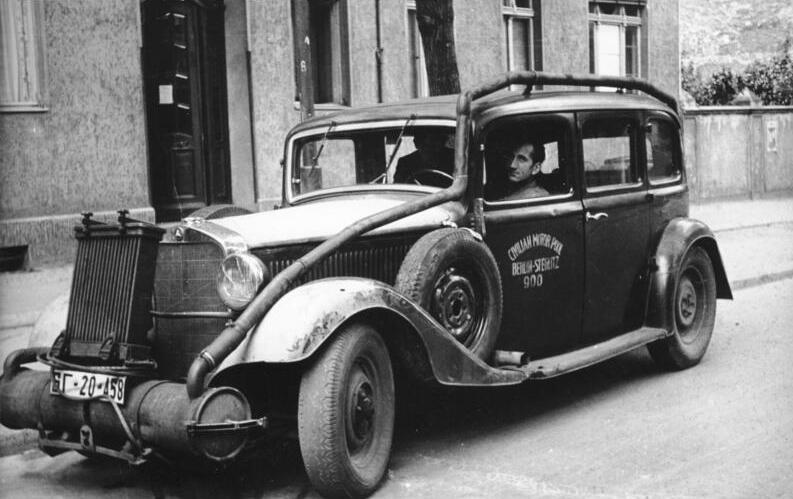
Carro com gerador de gás de madeira (Berlim, 1946).

Em 1979, ocorreu a segunda crise do petróleo e o uso do gás pobre em veículos voltou a ser cogitado no Brasil. Dois anos depois, a revista automotiva brasileira Quatro Rodas avaliou o desempenho de uma caminhonete Chevrolet C-10 equipada com gasogênio.
A Agência Federal de Gestão de Emergências (FEMA) dos EUA, publicou um livro em Março de 1989, descrevendo como construir um gerador de gás em caso de emergência, quando o petróleo não estiver disponível.
Um projeto sobre o futuro energético da Europa, iniciado em 2005, em Güssing, Áustria com a contribuição da União Europeia. O projeto consistiu de uma usina termoelétrica com um gerador de gás de madeira e um motor para convertê-lo em 2 MW de energia elétrica e 4,5 MW de calor. A usina conduz duas experiências com o gás. Num experimento o gás é convertido, através do processo de Fischer-Tropsch, em um combustível semelhante ao diesel. Em Outubro de 2005, foi possível converter 5 kg de madeira em 1 litro de combustível.

## Gasogênios
Os tipos de gasogênios variam de acordo com alguns fatores: forma de funcionamento, direção do fluxo do ar e do gás gerado, tipo de combustível usado (madeira, carvão vegetal/mineral, etc.) e, do tipo de reação usada (gaseificação, gasificação ou pirólise). Existem também os denominados gaseificadores de leito arrastado.  Vêm-se realizando pesquisas com plasma.  Seu objetivo é produzir combustíveis líquidos e gasosos provocando pirólise pelo aproveitamento das altas temperaturas do dispositivo conhecido como tocha de plasma.

### Madeira
O gasogênio de madeira deve se reunir num único aparelho uma zona de carbonização e uma de gaseificação.
O tipo mais comum é o gasogênio de bocal, que é um estreitamento através do qual os gases são forçados a passar através da zona incandescente causando a cisão térmica (craqueamento) da maioria dos ácidos e alcatrões.  Na verdade, é importante remover estas substâncias que danificam o motor. O bocal, nesta configuração, deve suportar temperaturas elevadas.

### Carvão

#### Tipos
- Contracorrente (ou de fluxo ascendente):

O fluxo de ar entra pela parte inferior e o gás flui na direção oposta à do combustível saindo por cima do gasogênio. Nível térmico interessante, mas requer combustível contendo material pouco volátil para evitar saída de alcatrão. Adequado para carvão vegetal muito puro para evitar a obstrução do queimador pelos resíduos.
- Concorrente (ou fluxo de descendente):

O ar entra pelo mesmo nível que o combustível, o gás passa através da zona de incandescência. Quaisquer alcatrões são quebrados. Este dispositivo também limita a saída de cinzas.
- Fluxo cruzado (transversal):

O ar é admitido através de um bocal de forma horizontal no centro da zona de combustão, o que requer um bocal de bronze sólido, ou um arrefecimento muito eficiente, para evitar o derretimento. Pode-se queimar carvão, coque, antracite, hulha ou uma mistura, que é usada para filtrar as impurezas do combustível fóssil pelo carvão. A principal vantagem desta disposição é a simplicidade da construção, uma vez resolvido o problema de o bocal.
- Leito fluidizado:

No gasogênio de leito fluidizado, o ar é injetado com grande pressão, mantendo as partículas sólidas do combustível em estado de suspensão. A fornalha é aquecida externamente e o combustível só é injetado quando altas temperaturas são alcançadas, passando rapidamente pelo processo de pirólise, gerando quantidades consideráveis de gás. O inconveniente deste tipo de gasificador é a possível geração de alcatrão no gás pobre e a conversão incompleta do carbono.

### Resfriamento
Pode ser útil, no caso de um gerador de gás que abastece um motor, para arrefecer os gases antes da sua admissão, a fim de superar os problemas de desempenho. É geralmente feito pelo contato e passagem por compartimentos de chapa metálica com defletores ou feixes de tubos. O condensado recuperado pode ser usado para fazer um gás de aspersão que remove certas impurezas.

### Filtragem

#### Filtragem seca
Feita passando o gás através de carvão ativado, cortiça ou coque. Usado, principalmente, em gasogênios a carvão.

#### Filtragem úmida
O gás passa por borbulhamento em água, de modo a remover muitas das impurezas e, em seguida, por um filtro adicional que retém a umidade e impurezas residuais.

### Carburação
Efetuada por misturador de gás.

## Projeto
Existe uma rica literatura sobre gasogênios, gás pobre, e produção de gás, que está agora em domínio público devido à sua idade.
A maioria dos gasogênios usados com sucesso na Europa e nos Estados Unidos são variações do desenho anterior de Georges Imbert. Geradores de gás costumam usar madeira; no entanto, o carvão vegetal também pode ser utilizado como um combustível. É mais denso e produz um gás mais limpo, sem alcatrões voláteis e sem a umidade excessiva contida na madeira.
O projeto proposto pela FEMA em 1989 tem benefícios distintos sobre as unidades europeias anteriores, como reabastecimento e construção mais fáceis, mas é menos popular do que o desenho anterior de Georges Imbert por causa de novos problemas significativos, que incluem a falta de uma zona de oxidação fixa e permite que a zona de oxidação alastre-se por uma área maior, provocando uma queda da temperatura; uma temperatura de operação mais baixa leva à produção de alcatrão e que carece de uma zona de redução aumentando ainda mais a propensão deste projeto para produzir alcatrão. O gás de madeira torna-se sujo por causa das cinzas, prejudicando rapidamente o motor, possivelmente afetando anéis de pistões e válvulas.
Um novo projeto conhecido como "gasogênio Keith" aperfeiçoa o proposto pela FEMA, incorporando extensa recuperação de calor e eliminando o problema de alcatrão.  Testes na Universidade de Auburn mostraram ser 37% mais eficiente do que quando abastecido com gasolina. Este sistema estabeleceu o recorde mundial de velocidade para veículos movidos a biomassa e fez várias corridas cross country.
A ONU produziu o documento FAO 72, com detalhes sobre projeto e construção de um gerador de gás pobre, e o Banco Mundial publicou o documento técnico 296.

## Uso veicular

### Funcionamento

#### Bomba de ar
Cria-se sucção usando uma bomba de ar elétrica para a iniciar a queima do combustível. O gasogênio permanece isolado do motor por um regulador de pressão no admissão. O gás é inflamado à saída da bomba de ar para verificar a sua qualidade; quando esta é boa, a bomba é desligada e o regulador de isolamento é aberto. Define-se a riqueza máxima da mistura e o motor de arranque é acionado. Tudo isso deve ser feito rapidamente para não sufocar o gasogênio. Depois ligado o motor, é necessário ajustar constantemente a riqueza, às vezes o avanço da ignição, e a marcha lenta.

#### Combustível de partida
O veículo em que o gasogênio está instalado, deve estar equipado para operar com outro combustível (gasolina, álcool combustível, etc.). A válvula de mistura é aberta para criar o vácuo necessário para a ignição do gerador de gás com o motor ligado.

### Manutenção
Diária:
- Abastecimento do reservatório de combustível.
- Limpeza das cinzas no queimador.
- Esvaziar ventoinhas e filtros (gasogênio a madeira).
- Limpeza do bocal e do reservatório do queimador, para remover resíduos (gasogênio de carvão).

Semanal:
- Esvaziamento e limpeza dos filtros secos e úmidos
- Verificar a estanqueidade do conjunto.

### Vantagens e desvantagens
O uso de gasogênios apresenta vantagens e desvantagens sobre o uso de combustíveis derivados do petróleo:

#### Vantagens
- Podem ser utilizados para trabalhar em motores de combustão interna (ou turbinas a gás, para a máxima eficiência) utilizando madeira, um recurso renovável, e na ausência de petróleo ou gás natural, por exemplo, durante carência de combustível.
- Tem um ciclo de carbono fechado, contribuindo menos para o aquecimento global, são ambientalmente sustentáveis.
- Podem ser fabricados com relativa facilidade em momentos de crise energética utilizando materiais baratos de fácil aquisição.[5]
- Apresentam uma queima mais limpa do que a madeira a gasolina (sem controles de emissões), produzindo pouca ou nenhuma fuligem.
- Atinge seu seu verdadeiro potencial quando usado em aplicação estacionária, como é viável para uso em cogeração de pequena escala (com recuperação de calor do gerador de gás e, possivelmente, o motor/gerador, por exemplo). E, para hidrônica (produção de água quente para aquecimento residencial - ver:  trocador de energia térmica e AVAC), mesmo em países industrializados durante períodos de conjuntura favorável, desde que a oferta de madeira seja suficiente. Instalações de grande escala podem prover benefícios ainda maiores, e são úteis para o aquecimento urbano.

#### Desvantagens
- Grande volume.
- Velocidade de partida relativamente lenta. O tempo para aquecer uma quantidade de madeira para o nível de temperatura necessária pode levar muitos minutos e em plantas maiores até mesmo horas até que a energia necessária seja atingida.
- Em alguns projetos, a velocidade da queima, pode interromper regularmente o processo de produção de gás.
- A operação de paragem é difícil (por exemplo, na paragem do motor utilizando o gás): o calor residual ainda produzirá gás, que durante um certo tempo deixa o gaseificador, quer sem controle, ou tem de ser consumido por um queimador.
- O gás combustível primário produzido durante a gaseificação é o monóxido de carbono: produzido intencionalmente, e posteriormente queimado em dióxido de carbono pelo motor , juntamente com os gases combustíveis restantes. No entanto, a exposição contínua ao monóxido de carbono pode ser fatal para os seres humanos mesmo em pequenas concentrações moderadas.
- A umidade da madeira (geralmente 15 a 20%) e o vapor de água criado pelos átomos de oxigênio e hidrogênio contidos na mesma (cerca de 0,4 litros de água carregada com substâncias orgânicas, por kg de madeira seca). A condensação do gás, resfriamento e processo de filtragem produzem alcatrão vegetal, que necessita tratamento de águas residuais específico. Este tratamento requer cerca de 25 a 35% da energia do gás criado.

Veículos equipados com gasogênios:
- Peugeot 402.
- Caminhão Tatra 27H (1947).
- Trator Ford (Suécia).

## Segurança

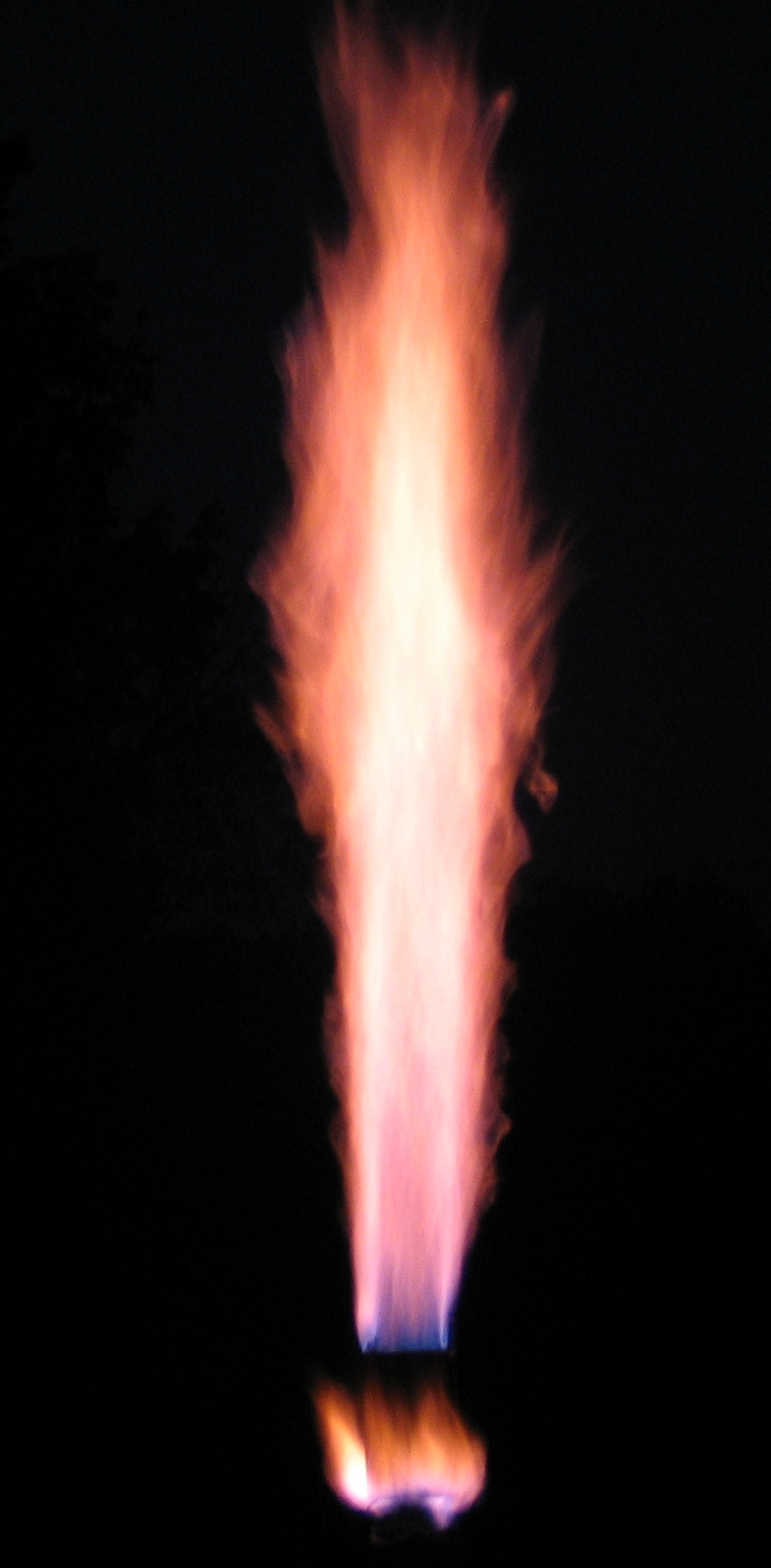
Queima de gás de madeira que flui de um gasogênio.

Quando construído e usado de forma descuidada, existe um considerável potencial para acidentes com ferimentos e mortes pois, o gás pobre contém uma grande percentagem de CO (monóxido de carbono) um gás venenoso. Gasogênios de design comprovado e construção exaustivamente testados são considerados seguros para uso ao ar livre, ou em espaços parcialmente fechados, por exemplo, debaixo de um abrigo aberto pelos lados. Podem também ser considerados relativamente seguros para uso em áreas internas extremamente bem ventiladas (por exemplo, através de pressão negativa) áreas internas separadas de quaisquer áreas cobertas usadas para dormir, equipada com detectores de gás inspecionados regularmente e alimentados independentemente por baterias. No entanto, é prudente que qualquer projeto de gaseificação experimental deva ser exaustivamente testado apenas ao ar livre, com um "amigo" presente em todos os momentos, com vigilância constante para qualquer sinal de dor de cabeça, sonolência, ou náusea, que são os primeiros sintomas de envenenamento por monóxido de carbono.
Além disso, misturas de quantidades excessivas de ar e gás pobre devem ser evitadas, pois podem levar à  explosão do gás em questão se uma fonte de combustão está presente. O armazenamento a longo prazo do gás pobre, exceto através do emprego de gasômetro, não deve ser feito, devido aos elementos voláteis presentes no gás, o qual, se deixado precipitar em excesso, irá condensar no recipiente de armazenamento. Sob nenhuma circunstância deve ser comprimido para além de 1 bar (15 PSI) acima da temperatura ambiente, pois isso pode induzir a condensação de compostos voláteis, elevando o risco de morte devido a envenenamento por monóxido de carbono e por vazamentos com risco de explosão. [carece de fontes?]

## Regulamentação

### França
Em 1940, o governo francês tratou da questão dos gasôgenios criando o Service des Gazogènes. Subordinado ao Direction des Industries Mécaniques et Electriques du Secrétariat d’Etat à la Production Industrielle (Departamento das Indústrias Mecânica e Elétrica da Secretaria do Estado para a Produção Industrial). Esta organização foi complementada com a criação, em 28 de Outubro de 1941, da Commission Technique des Gazogènes.
A fabricação e uso de gasôgenios, que até então não haviam sido regulamentados, o foram por uma lei em 27 de Agosto de 1940, regulando a circulação de automóveis (J.O. - Journal officiel de la République française, 30 de Agosto de 1940), e por um despacho em 18 de Setembro de 1940, corrigida em 12 de Março de 1941, que regulamenta as condições de distribuição e equipamento dos veículos motorizados (J.O. de 19 de Setembro de 1940 e 4 de Abril de 1941).

### Brasil
O primeiro uso de gasogênios no Brasil teria ocorrido na década de 1910, nas áreas de fundição e mineração. Em 1925, numa mensagem ao congresso brasileiro, o presidente Artur Bernardes informou sobre experiências positivas com gasogênios. No final da década de 1920, era empregado na geração de eletricidade. Para incentivar o uso do gás pobre, uma exposição de veículos equipados com gasogênios foi realizada em fins de 1938 e estes fizeram o percurso Rio de Janeiro - São Paulo - Curitiba.
Durante a II Guerra Mundial, com as dificuldades nas importações, aconteceu um racionamento petróleo e derivados, obrigando o país a adotar alternativas energéticas. Em 28 de Fevereiro de 1939, através de decreto-lei, o presidente Getúlio Vargas criou a CNG (Comissão Nacional do Gasogênio). Novos decretos em 1940, 1942, e 1943 regulamentaram a fabricação de gasogênios e incentivaram seu uso em veículos motorizados, no transporte coletivo, máquinas agrícolas, geração elétrica, aplicações estacionárias e semi-estacionárias. Em 1944, num esforço de propaganda, o governo produziu o documentário curta-metragem Nosso amigo, o gasogênio. Várias empresas do país fabricaram estes equipamentos, dentre as quais: São Paulo (de propriedade do piloto Chico Landi), Securit, Laminação Nacional de Metais e Lorenzetti. Com o fim do conflito e a normalização nas importações de petróleo, o Brasil abandonou o uso do gás pobre produzido por gasogênios.

## Na mídia
Em 2008, um exemplo de concepção e construção de gerador de gás de madeira equipando uma caminhonete, foi mostrado no 8º episódio do programa Planet Mechanics do National Geographic Channel, Tree Powered Car ("carro movido a madeira").
Em 2009, outro exemplo motor movido a gás de madeira foi mostrado na série de TV The Colony, no segundo episódio da primeira temporada, Power Struggle. Também no décimo episódio, "Exodus", para alimentar um veículo de fuga. Este caminhão estabeleceu o recorde de velocidade em terra para veículos movidos a biomassa em Setembro de 2011.
Um artigo do Mother Earth News, em 2010, discutiu e apresentou imagens de um motor alimentado a gás de madeira instalado numa caminhonete. Como parte da série científica da BBC Bang Goes The Theory, um Volkswagen Scirocco foi convertido por Martin Bacon para rodar gasificando borra de café usado com sucesso. Parte da equipe está trabalhando agora num projeto mais avançado capaz de alcançar maior velocidade.
O primeiro-ministro finlandês Juha Sipilä, recebeu atenção da mídia, em 2011, por causa do carro Chevrolet El Camino dotado de um gasogênio construído por ele como hobby, antes de iniciar sua carreira política.
Em 14 de Setembro de 2011, no Bonneville Salt Flats um caminhão com motor originalmente a gasolina convertido para gás de madeira, estabeleceu um novo recorde mundial de velocidade para os veículos movidos com este combustível, com uma velocidade de 73 Mph.
No popular programa de rádio Car Talk, um entrevistado no episódio 1201 (que foi ao ar no dia 7 de Janeiro de 2012, e posteriormente foi nomeado "20 Miles Per Woodchip"), descreveu um veículo com gerador de gás de madeira em que ele andou na Alemanha, quando criança, durante a II Guerra Mundial. Os entrevistadores não estavam familiarizados com esta tecnologia, provavelmente porque nunca foi amplamente adotado nos EUA.
Em 12 de Março de 2012, num episódio da 2ª temporada de Doomsday Preppers, um gerador de gás de madeira é mostrado trabalhando em um caminhão Ford e num gerador elétrico pelo prepper (sobrevivencialista) Scott Hunt em sua propriedade rural na Carolina do Sul (EUA).
Um artigo apareceu no Mother Earth News em Abril de 2012 com o "gasogênio Keith", com fotos e entrevista com inventor Keith Wayne.
No documentário da BBC Two, Wartime Farm, (episódio 5, exibido em Outubro de 2012), uma ambulância movida a gás de carvão foi construída de acordo com as especificações de um veículo de 1943.
Em 6 de Janeiro de 2013, o episódio Homer Goes to Prep School, da 24ª temporada do desenho animado Os Simpsons, mostra uma picape Hummer equipada com gasogênio a carvão.
Na 3ª temporada da série Mountain Men do History Channel (2014), Eustace Conway transporta mercadorias numa picape Ford equipada com um gasogênio fabricado por ele.

### Vídeos
- «Motors de gás pobre a Campos», YouTube (em espanhol).
- «Auto a gassogeno Imbert, I parte», Italia, YouTube (em italiano).
- «Wood gas», Dřevoplyn, YouTube (em checo).